# Rodolfo Condado
Rodolfo Condado Rodríguez (Madrid, España, 24 de febrero de 1965) es un exfutbolista español que se desempeñaba como defensa.

## Clubes
| Club                    | País   | Año       |
| ----------------------- | ------ | --------- |
| Club Atlético de Madrid | España | 1984-1985 |
| Getafe S.A.D.           | España | 1985-1989 |
| U. D. Salamanca         | España | 1989-1996 |
| C. D. Ourense           | España | 1996-1997 |
| Guadix C.F.             | España | 1997-1998 |